# زيندايا
زيندايا (بالإنجليزية: Zendaya)‏ (من مواليد 01 سبتمبر 1996 في أوكلاند، كاليفورنيا، الولايات المتحدة) هي مغنية أمريكية بدأت مسيرتها الفنية عام 2009. وهي أيضا راقصة وممثلة ومغنية وكانت طفلة عارضة.

## المسيرة الفنية
مثلت زيندايا في شايك إت أب (shake it up) وفيلم فرينيميس ومثلت ضيفة شرف في أنت فارم (ant farm) ومثلت البطولة في فيلم زاپد(Disney channel original movie zapped)

## افلامها ومسلسلاتها
- بيكسي هاللو جامس (PIXIE HOLLOW GAMES) في عام 2011
- فرينيميس (FRINIMIES) في عام 2012
- في زابيد (ZAPPED) في عام 2014
- و في البرنامج التي تقدمها ديزني شيك ات أب (SHAKE IT UP) في عام 2011 حتى 2013
- مثلت أيضا في فيلم لشركة مارفل "Marvel" الرجل العنكبوت: العودة للوطن، والرجل العنكبوت: بعيدا عن الوطن، وأعظم رجل استعراض بالإضافة لفيلم مالكولم وماري (فيلم 2021)[بحاجة لمصدر]
- euphoria
- dune

## الجوائز
حصلت زيندايا على جائزة ايمي برايم تايم لأفضل ممثلة رئيسية في مسلسل درامي(2020)

## وصلات خارجية
- الموقع الرسمي
- زيندايا على موقع IMDb (الإنجليزية)
- زيندايا على موقع ميتاكريتيك (الإنجليزية)
- زيندايا على موقع روتن توميتوز (الإنجليزية)
- زيندايا على موقع مونزينجر (الألمانية)
- زيندايا على موقع قاعدة بيانات الأفلام العربية
- زيندايا على موقع ألو سيني (الفرنسية)
- زيندايا على موقع ميوزك برينز (الإنجليزية)
- زيندايا على موقع تيرنر كلاسيك موفيز (الإنجليزية)
- زيندايا على موقع أول موفي (الإنجليزية)
- زيندايا على موقع قاعدة بيانات الأفلام السويدية (السويدية)